# غوانيو جو
غوانيو جو (مواليد 30 مايو 1999) هو سائق سيارات صيني يشارك في مسابقة فورمولا 1 مع فريق ألفا روميو.

## روابط خارجية
- غوانيو جو على موقع DriverDB.com (الإنجليزية)